# Río Juncal (vattendrag i Chile)
Río Juncal är ett vattendrag i Chile.   Det ligger i provinsen Provincia de Los Andes och regionen Región de Valparaíso, i den centrala delen av landet, 80 km nordost om huvudstaden Santiago de Chile.
Omgivningen kring Río Juncal är ofruktbar med liten eller ingen växtlighet. Området är  ganska glesbefolkat, med 45 invånare per kvadratkilometer.